# Angeli volanti
Angeli volanti (Flying High) è una serie televisiva statunitense in 19 episodi di cui 14 (compreso il pilot) trasmessi per la prima volta nel corso di una sola stagione nel 1978. I restanti 5 episodi non furono trasmessi durante la prima televisiva perché la serie fu annullata.
È una sitcom incentrata sulle vicende professionali di Lisa Benton, Marcy Bowers e Pam Bellagio, tre hostess della compagnia aerea di Los Angeles Sun West Airlines. Tra gli altri protagonisti, il pilota Howard Platt e l'addetto alle pubbliche relazioni Raymond Strickman. Secondo il Daily Variety "le tre figure protagoniste fanno sembrare le Charlie's Angels degne di Shakespeare".

## Personaggi e interpreti
- Lisa Benton (19 episodi, 1978-1979), interpretata da Connie Sellecca.
- Marcy Bowers (19 episodi, 1978-1979), interpretata da Pat Klous.
- Pam Bellagio (19 episodi, 1978-1979), interpretata da Kathryn Witt.
- Capitano Doug March (19 episodi, 1978-1979), interpretato da Howard Platt.
- Mac Carabasi (8 episodi, 1978-1979), interpretato da Stephen Parr.
- Raymond Strickman (7 episodi, 1978-1979), interpretato da Ken Olfson.
- Dale (3 episodi, 1978-1979), interpretato da Casey Biggs.
- Joyce (3 episodi, 1978-1979), interpretato da Story White.

### Guest star
Tra le guest star: Debra Feuer, Wynn Irwin, Rose Fonseca, Stubby Kaye, Severn Darden, Bibi Osterwald, Roosevelt Grier, James Gregory, Michael Parks, George Gobel, Ann Sothern, Bobby Sherman, Terry Lester.

## Episodi
| Stagione       | Episodi | Prima TV USA |
| -------------- | ------- | ------------ |
| Prima stagione | 19      | 1978         |

## Produzione
La serie fu prodotta da Mark Carliner Productions e girata a Santa Clarita in California. Le musiche furono composte da David Shire.

### Registi
Tra i registi della serie sono accreditati:
- Peter H. Hunt in 6 episodi (1978)
- Dennis Donnelly in 4 episodi (1978-1979)
- William K. Jurgensen in 2 episodi (1978)
- Nicholas Sgarro in 2 episodi (1978)
- Sigmund Neufeld Jr. in 2 episodi (1979)

### Sceneggiatori
Tra gli sceneggiatori della serie sono accreditati:
- Dawn Aldredge in 19 episodi (1978-1979)
- Martin Cohan in 19 episodi (1978-1979)
- Robert Van Scoyk in 4 episodi (1978-1979)
- Joyce Armor in 4 episodi (1978)
- Judie Neer in 4 episodi (1978)
- Jerry Ross in 2 episodi (1978-1979)
- Terry Ryan in 2 episodi (1978)

## Distribuzione
La serie fu trasmessa negli Stati Uniti dal 28 agosto 1978 (pilot) e dal 29 settembre 1978 (1º episodio) al 29 dicembre 1978 sulla rete televisiva CBS. In Italia è stata trasmessa negli anni 1980 su reti locali con il titolo Angeli volanti.
Alcune delle uscite internazionali sono state:
- Negli Stati Uniti il 28 agosto 1978 (pilot)
29 settembre 1978 (1º episodio) (Flying High)
- In Francia il 15 giugno 1980 (Embarquement immédiat)
- in Spagna (Azafatas del aire)
- In Germania (Die liebestollen Stewardessen o Verliebte Stewardessen)
- In Italia (Angeli volanti)